# OT Андромеды
OT Андромеды (лат. OT Andromedae), HD 219989 — двойная затменная переменная звезда типа Алголя (EA) в созвездии Андромеды на расстоянии приблизительно 786 световых лет (около 241 парсека) от Солнца. Видимая звёздная величина звезды — от +7,72m до +7,32m. Орбитальный период — около 20,853 суток.

## Характеристики
Первый компонент — белая звезда спектрального класса A0 или A2. Радиус — около 4,05 солнечных, светимость — около 53,193 солнечных. Эффективная температура — около 7749 K.